# Rahim Moore
Rahim Shaheed Moore (Los Angeles, 11 febbraio 1990) è un giocatore di football americano statunitense attualmente free agent, che gioca nel ruolo di safety (defensive back). Fu scelto nel corso del secondo giro (45º assoluto) del Draft NFL 2011 dai Denver Broncos. Al college ha giocato a football a UCLA.

## Carriera professionistica

### Denver Broncos
Moore fu scelto nel corso del secondo giro del Draft 2011 dai Denver Broncos. Nella sua stagione da rookie disputò 15 partite, 7 delle quali come titolare, mettendo a segno 31 tackle e un intercetto nella sconfitta 49-23 contro i Green Bay Packers su un passaggio deviato di Matt Flynn. Dopo la quinta partita, Moore perse il posto da titolare in favore dell'altro rookie Quinton Carter.
Nella stagione 2012, Moore disputò tutte le 16 partite, tutte tranne una come titolare, totalizzando 72 tackle e un intercetto. Nell'ultima settimana della stagione regolare mise a segno il suo primo sack contro i Kansas City Chiefs. Nel 2013 disputò 10 gare, tutte come titolare, terminando con 44 tackle e raggiungendo il Super Bowl XLVIII, perso contro i Seattle Seahawks.
Moore aprì la stagione 2014 mettendo a segno due intercetti su Andrew Luck nella vittoria della settimana 1 contro gli Indianapolis Colts. Dopo avere terminato la stagione regolare con un nuovo primato personale di 4 intercetti, intercettò nuovamente Luck nel secondo turno di playoff, ma i Broncos furono subito eliminati dai Colts.

### Houston Texans
Il 12 marzo 2015, Moore firmò con gli Houston Texans un contratto triennale del valore di 12 milioni di dollari.

## Palmarès

### Franchigia
- American Football Conference Championship: 1

Denver Broncos: 2013

## Statistiche
| Partite totali      | 57  |
| Partite da titolare | 48  |
| Tackle              | 196 |
| Sack                | 1,0 |
| Intercetti          | 8   |
| Fumble forzati      | 2   |

Statistiche aggiornate alla stagione 2014